# Кубок виклику Азії 2015
Кубок виклику Азії 2015 (англ. 2015 IIHF Challenge Cup of Asia) — спортивне змагання з хокею із шайбою, 8-й Кубок виклику Азії, що проводився під егідою Міжнародної федерації хокею із шайбою (ІІХФ). Турнір відбувався з 14 по 19 березня 2015 року на Тайвані.

## Топ-дивізіон

### Команди-учасниці
- Китайський Тайбей
- Об'єднані Арабські Емірати
- Монголія
- Таїланд
- Макао

### Підсумкова таблиця та результати
| М | Збірна                     | І | В | ВО | ПО | П | Ш     | О  | Китайський Тайбей | ОАЕ | Монголія | Таїланд | Макао |
| - | -------------------------- | - | - | -- | -- | - | ----- | -- | ----------------- | --- | -------- | ------- | ----- |
| 1 | Китайський Тайбей          | 4 | 4 | 0  | 0  | 0 | 52:6  | 12 |                   | 5-4 | 8-2      | 9-0     | 30-0  |
| 2 | Об'єднані Арабські Емірати | 4 | 3 | 0  | 0  | 1 | 22:8  | 9  | 4-5               |     | 6-1      | 5-2     | 7-0   |
| 3 | Монголія                   | 4 | 2 | 0  | 0  | 2 | 17:17 | 6  | 2-8               | 1-6 |          | 6-2     | 8-1   |
| 4 | Таїланд                    | 4 | 1 | 0  | 0  | 3 | 8:21  | 3  | 0-9               | 2-5 | 2-6      |         | 4-1   |
| 5 | Макао                      | 4 | 0 | 0  | 0  | 5 | 2:49  | 4  | 0-30              | 0-7 | 1-8      | 1-4     |       |

М — підсумкове місце, І — матчі, В — перемоги, ВО — перемога по булітах або у овертаймі, ПО — поразка по булітах або у овертаймі, П — поразки, Ш — закинуті та пропущені шайби, О — очки

## Дивізіон І
Підсумкова таблиця
| М | Збірна     | І | В | ВО | ПО | П | ШЗ | ШП | +/– | О  |
| - | ---------- | - | - | -- | -- | - | -- | -- | --- | -- |
| 1 | Кувейт     | 5 | 5 | 0  | 0  | 0 | 30 | 8  | +22 | 15 |
| 2 | Сінгапур   | 5 | 4 | 0  | 0  | 1 | 36 | 11 | +25 | 12 |
| 3 | Киргизстан | 5 | 3 | 0  | 0  | 2 | 27 | 22 | +5  | 9  |
| 4 | Оман       | 5 | 0 | 2  | 0  | 3 | 20 | 36 | -16 | 4  |
| 5 | Малайзія   | 5 | 1 | 0  | 1  | 4 | 29 | 23 | +6  | 4  |
| 6 | Індія      | 5 | 0 | 0  | 1  | 4 | 12 | 54 | -42 | 1  |